# 787 Москва
787 Москва (787 Moskva) — астероїд головного поясу, відкритий 20 квітня 1914 року.
Тіссеранів параметр щодо Юпітера — 3,388.

## Відкриття
Астероїд було відкрито в Сімеїзькому відділенні Пулковської обсерваторії 20 квітня 1914 року. Тоді це була Таврійська губернія Російської імперії, нині — АР Крим України. Першовідкривачем став астроном Неуймін Григорій Миколайович.

## Назва
Мале тіло було назване своїм першовідкривачем на честь міста Москви, другого за значенням та населенням міста Російської імперії, та історичної столиці Московського царства.